# 大江口镇
江口镇，是中华人民共和国湖南省怀化市溆浦县下辖的一个乡镇级行政单位。

## 行政区划
江口镇下辖以下地区：
上街社区、下街社区、水泥厂社区、江维街社区、湘维有限公司厂区家委会、岩坪村、白岩头村、金明村、坨里村、茶湾村、田坪村、大湖坪村、斯文溪村、上斯文村、虎皮溪村、芦冲元村和大江坪村。